# Logik von Port-Royal

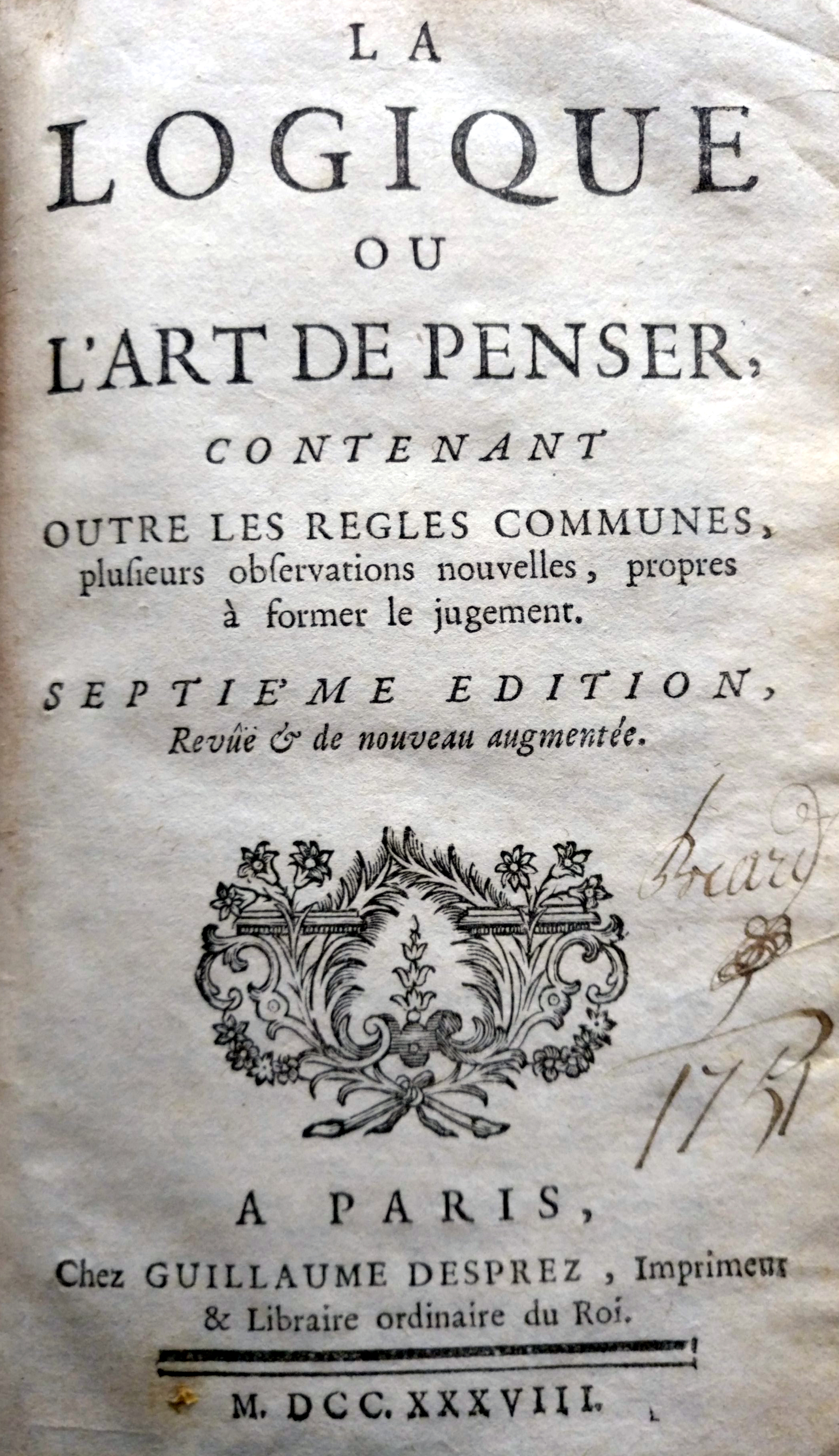
Titelblatt der siebten Auflage der Logik von Port-Royal, 1738

Die Logik von Port-Royal ist der verbreitete Name des Buches “La logique, ou l'art de penser” (dt.: “Die Logik oder Die Kunst des Denkens”), eines sehr bedeutenden Werks über die Logik. Es wurde erstmals 1662 anonym von Antoine Arnauld und Pierre Nicole in französischer Sprache publiziert. Arnauld und Nicole waren zwei prominente Vertreter des Jansenismus aus dem Kreis der Gelehrten, die sich in Opposition zu dem im absolutistischen Königreich Frankreich praktizierten Katholizismus in das Kloster Port Royal des Champs bei Paris zurückgezogen hatten. Blaise Pascal hat den Text des Teils über die Methodologie wesentlich beeinflusst; inhaltlich wurden die darin formulierten Gedanken erstmals in Pascals Abhandlungen De l'Esprit géométrique (Über den mathematischen Geist) und de l'Art de persuader (dt. etwa: Die Kunst des Überzeugens) veröffentlicht. Dem Buch voraus ging die Grammatik von Port-Royal (1660).

## Inhalt
Nach der Auffassung der Autoren ist „die Logik, die Kunst, [die eigene] Vernunft in der Erkenntnis der Dinge gut zu leiten [...]“. Aus diesem Grund wird in dem Werk sehr großer Wert auf die Beschreibung der Anwendung der Logik gelegt. Diese besteht nach Meinung der Autoren aus vier grundlegenden Tätigkeiten, die in vier Teilen des Buches behandelt werden:
- dem Vorstellen im Sinne des Begreifens von Dingen (Begriffslehre, Ideen)
- dem Urteilen im Sinne der Beurteilung des Wahrheitsgehalts einer Idee
- dem Schließen als Bildung eines komplexen Urteils aus einer Verknüpfung verschiedener einfacher Urteile
- dem Anordnen von Begriffen in einer Art und Weise, die die Gewinnung oder die Verifikation von Wissen ermöglicht. (Methode)

Durch die Anwendung der in den vier Teilen beschriebenen Regeln soll der Leser in Lage versetzt werden, seinen Verstand zur Erkenntnis der Dinge richtig anzuwenden und logische Fehler zu vermeiden. Aus dem von den Autoren weit ausgelegten Verständnis der Logik heraus wird das Buch zu einer Kompilation, da Gedanken von Descartes und Pascal neben der hergebrachten syllogistischen Logik beschrieben werden.

### Teil I: Begriffslehre
Gemäß Rene Descartes’ Philosophie, zu deren Anhängern Arnauld und Nicole zählten, ist die relative Klarheit der Begriffe das wesentliche Unterscheidungsmerkmal. Sie werden in einfache und zusammengesetzte Begriffe, darüber hinaus in Allgemeinbegriffe, partikuläre, d. h. Teilmengen allgemeiner Begriffe umfassende Begriffe und Individualbegriffe eingeteilt. Laut den Ausführungen Wilhelm Risses wurde in der Logik von Port-Royal erstmals klar zwischen dem Inhalt eines Begriffs und seinem Umfang unterschieden. Die Autoren kritisierten die von Aristoteles entwickelte Lehre der zehn Kategorien wegen der willkürlichen Auswahl dieser Kategorien. Arnauld und Nicole beanstandeten die Ersetzung des Begriffs durch das Wort innerhalb dieser Schrift, da Worte in der Regel eben nicht immer eindeutig verwendet werden können. In diesem Zusammenhang sahen sie auch eine wichtige Quelle der logischen Fehler.

### Teil II: Urteile im philosophischen Sinn
Es wird auf den Zusammenhang zwischen Sprache und dem Urteil eingegangen, als Mittel dieses auszudrücken. Die Menge aller Urteile wird in atomare und zusammengesetzte eingeteilt. Die Autoren der Logik von Port-Royal betrachten weiterhin auch den Umfang der Urteile analog zu den Begriffen, d. h. es existieren allgemeine, partikuläre und Individualurteile. Zu guter Letzt werden die Urteile auch nach ihrem Wahrheitsgehalt in falsche, wahre und modale (“möglich”, “zufällig”, “unmöglich” und “notwendig”) unterteilt. Arnauld und Nicole wiesen darauf hin, dass die Menge der Urteile in früheren Schriften zur Logik nur begrenzt betrachtet wurde und das beispielsweise dem selektiven Urteil „nur einige {\displaystyle S} sind {\displaystyle P}“ keine Bedeutung zugestanden wurde.

### Teil III: Lehre von den Schlüssen
Die Syllogismen, d. h. die Schlussweisen der traditionellen Logik, werden vollständig beschrieben. Schlüsse werden in einfache und zusammengesetzte eingeteilt. Auch im dritten Teil wird ein starker Bezug zur praktischen Anwendung des Schließens im täglichen Leben hergestellt.  Besondere praktische Relevanz haben die letzten Kapitel des dritten Teils. Das Kapitel 19 ist der Entstehung schlechter Schlüsse, d. h. den Sophismen gewidmet, die meist aus rhetorischen Gründen absichtlich gebildet werden. (zum Beispiel „Das als Ursache ansetzen, was nicht Ursache ist“ oder „Die Mehrdeutigkeit der Worte missbrauchen“)  Es wird ausführlich auf den übermäßigen Gebrauch der Worte “Kraft” und “Vermögen” eingegangen. Der Fehlschluss „Post hoc ergo propter hoc“ („nach diesem Ereignis, also wegen dieses Ereignisses“) wird mit den Gründen für seine Unbrauchbarkeit behandelt. Das Kapitel 20 (“Über die schlechten Schlüsse im privaten Leben und in den täglichen Reden”) behandelt Schlüsse, die aus Eigenliebe und Leidenschaft entstehen (Bezug zu psychologischen Fehlerquellen) und falsche Schlüsse, die zum Beispiel auf der ungerechtfertigten Verallgemeinerung von empirischen Einzelerfahrungen stammen.

### Teil IV: Methode und Regeln des Beweises (Erkenntnistheorie, Methodologie)
Unter dem Einfluss von Blaise Pascal waren die Autoren Arnauld und Nicole davon überzeugt, dass die Logik erst dann einen Wert hat, wenn sie dem Ziel untergeordnet wird, der Vernunft zum Sieg zu verhelfen. Dies wird besonders im vierten, stark von Pascal beeinflussten Teil sichtbar. In diesem Teil wird der Begriff der Logik erweitert, tatsächlich behandeln die Autoren Themen, die allgemein zur Erkenntnistheorie und zur Methodologie gezählt werden. Diese Ausweitung ist laut Christos Axelos eine bedeutende Neuerung in der Geschichte der Logik. Die Methode wird von den Autoren als ein Verfahren zur Anordnung von Begriffen definiert, mit dessen Hilfe sich neue Erkenntnisse gewinnen lassen oder der Wahrheitsgehalt bereits bekannter Erkenntnisse bewiesen werden kann. Arnauld und Nicole unterschieden zwischen der analytischen Methode (“Methode des Erfindens”) und der synthetischen Methode (“Methode der Zusammensetzung”), d. h. des Beweises. Wegweisend für die wissenschaftliche Behandlung des Phänomens Zufall in der Mathematik (→Wahrscheinlichkeitstheorie), Logik und Philosophie ist die in Kapitel 16 beschriebene Methode “Von der richtigen Beurteilung zukünftiger Ereignisse”.

## Rezeption
Die Logik von Port-Royal ist in französischer Umgangssprache geschrieben. Aufgrund der Eleganz der Schreibweise und der Deutlichkeit der Formulierungen wurde es in England und Frankreich rasch populär und als Logik-Lehrbuch bis in das 20. Jahrhundert hinein benutzt. Ein besonderes Unterscheidungsmerkmal gegenüber vielen anderen zeitgenössischen Abhandlungen über Logik war die Beschreibung ihrer Anwendung in verschiedenen Bereichen der Wissenschaft. (z. Bsp.: Grammatik, Theologie, Naturwissenschaft und Erkenntnistheorie)
In Deutschland wurde das Buch von Leibniz, der es wenige Jahre nach seinem erstmaligen Erscheinen studierte und seit seinem Aufenthalt in Paris von 1672 bis 1676 auch wissenschaftliche Korrespondenz mit Arnauld führte, sehr positiv rezipiert. Im Jahr 1704 wurde es in lateinischer Sprache durch den Theologen Johann Buddeus herausgegeben. Es geriet danach aber im deutschen Sprachraum auch aufgrund des religiösen Gegensatzes von Jansenismus und Reformation in Vergessenheit, auch weil Buddeus fälschlicherweise in einer Anmerkung behauptete, dass die Autoren die Reformierten als Ketzer bezeichnet hätten. Erst 1972 erschien das Buch erstmals in deutscher Sprache.
Das Buch gilt als herausragendes Beispiel für eine Abhandlung über die traditionelle Begriffslogik. In der “Logisch-semantischen Propädeutik” von Ernst Tugendhat und Ursula Wolf wird die Logik von Port-Royal als Werk gekennzeichnet, das nach dem von Aristoteles begründeten älteren Logik die zweite, neuzeitliche Phase der Logik einleitet, welche „durch ein Vorherrschen erkenntnistheoretischer und psychologischer Fragestellungen“ gekennzeichnet ist. Ihr folgt die dritte Phase der Logik, die laut Tugendhat und Wolf durch Gottlob Freges “Begriffsschrift” eingeleitet wird. (→Geschichte der Logik)
Der Philosoph Louis Marin studierte das Buch. Michel Foucault sah es als eine der Grundlagen der épistémè im Zeitalter der Repräsentation.

## Moderne Ausgaben
- Antoine Arnauld, Pierre Nicole, Thomas Spencer Baynes: The Art of Thinking: Port-Royal Logic. Bobbs-Merrill Indianapolis, 1964.
- Antoine Arnauld, Pierre Nicole, Christos Axelos: Die Logik oder die Kunst des Denkens. Wissenschaftliche Buchgesellschaft, Darmstadt 2005, ISBN 3-534-03710-3.
- Арно А., Николь П., В. П. Гайдамак: Логика, или Искусство мыслить. С послесловием А. Л. Субботина по изданию 1752 г. Издательство Наука, Москва 1991, ISBN 5-02-008139-6.

### Englisch
- Steven Nadler: Cartesianism and Port-Royal. In: The Monist, 1988, Bd. 71, Nr. 4, Descartes and His Contemporaries, S. 573–584.

### Französisch
- André Robinet: Leibniz et la Logique de Port-Royal. (deutsch Leibniz und die Logik von Port-Royal), Revue des Sciences Philosophiques et Théologiques, Vol. 84, Jg. 2000, ISSN 0035-2209, S. 69–81.